# Marc Lavoine
Marc Lucien Lavoine (Longjumeau, 6 agosto 1962) è un attore e cantante francese.

## Biografia
Si è sposato due volte e ha tre figli: Simon, Yasmin e Roman. Nel 2014 ha partecipato al film 11 donne a Parigi.

## Filmografia parziale

### Cinema
- L'inferno (L'Enfer), regia di Claude Chabrol (1994)
- Triplo gioco (The Good Thief), regia di Neil Jordan (2002)
- Arthur e il popolo dei Minimei (Arthur et les Minimoys), regia di Luc Besson (2006) – voce
- Il cuore degli uomini (Le Coeur des hommes), regia di Marc Esposito (2003)
- 11 donne a Parigi (Sous les jupes des filles), regia di Audrey Dana (2014)

### Televisione
- Crossing Lines – serie TV, 22 episodi (2013-2014)

## Doppiatori italiani
- Luca Ward in Triplo gioco
- Roberto Draghetti in Arthur e il popolo dei Minimei
- Massimo Corvo in Crossing Lines